# Wilhelm Goetsch
Johann Heinrich Wilhelm Goetsch (* 25. Oktober 1887 in Gotha; † 20. März 1960 in Säckingen) war ein deutscher Zoologe.

## Leben
Goetsch habilitierte sich 1917 in Zoologie und vergleichender Anatomie in Straßburg, war ab 1921 an der Ludwig-Maximilians-Universität München und von 1929 bis 1931 ordentlicher Professor für Biologie und Zoologie an der Universidad de Chile. 1934 bis 1945 war er ordentlicher Professor für Zoologie an der Universität Breslau. Unmittelbar nach dem Krieg forschte er in Krumpendorf, Salzburg und Barcelona in Privatlaboratorien. 1947 wurde er Honorarprofessor an der Universität Graz.
Er befasste sich zunächst mit Süßwasserpolypen und nach seinen ersten Südamerikareisen (1921, fortgesetzt bis 1958), insbesondere nach Chile, mit staatenbildenden Insekten, worüber er mehrere Bücher veröffentlichte. Ende der 1940er Jahre und Anfang der 1950er Jahre propagierte er ein sogenanntes Vitamin T (oder Wirkstoff T), das seinerzeit einige Aufmerksamkeit fand. Es sollte das Wachstum bei Termiten befördert haben und wurde von Goetsch auch in der Humanmedizin für Kinder in den Mangelzeiten nach dem Krieg propagiert. Es handelte sich um einen Extrakt aus Schlauch- und Hefepilzen, der zwar auch B-Vitamine enthielt, aber auch zum Beispiel Carnitin, Desoxyriboside, diverse Aminosäuren und Oligopeptide und bestand somit nicht ausschließlich aus Vitaminen.
1944 wurde er Mitglied der Leopoldina.

## Schriften
- Über Hautknochenbildung bei Teleostiern und bei Amia calva. In: Archiv für mikroskopische Anatomie, 86, I, 1915, S. 435–468, Taf. XVIII-XIX; Friedrich Cohen, Bonn; Textarchiv – Internet Archive.
- Tierkonstruktionen: Neue Ergebnisse der Experimentellen Zoologie. Allgemeine Verlags-Anstalt, München 1925.
- Ameisen- und Termiten-Studien in Ischia, Capri und Neapel. In: Zoologische Jahrbücher, 80, 1/2, Jena 1951, S. 63–98 (Textarchiv – Internet Archive).
- Die Staaten der Ameisen. 2. erg. Auflage (= Verständliche Wissenschaft. Band 33). Springer, Berlin 1953 (Erstausgabe: 1937).
- Vergleichende Biologie der Insekten-Staaten. 2. Auflage. Geest und Portig, Leipzig 1953 (Erstausgabe: Akademische Verlagsgesellschaft 1940).
- The ants. The University of Michigan Press, Ann Arbor 1957 (Textarchiv – Internet Archive).